# БК
БК је била српска телевизијска станица са седиштем у Београду. Била је у власништву Богољуба Карића и једна од најгледанијих телевизија у Србији за време постојања. Противправно јој је одузета дозвола за рад 2006. године, након чега је 2017. поново покренута али потом и угашена 2020. након што није добила дозволу за националну фреквенцију.
Пре укидања лиценце крајем априла 2006. и накнадног повратка током марта 2007. године, БК је имала значајну гледаност широм Србије. Према подацима компаније Нилсен за календарску 2005. годину (последњу годину редовног земаљског емитовања), БК је држала 11,2% српске телевизијске публике са дневним просеком од 3,2 милиона људи који укључили програм, што значи да је трећа најгледанија телевизија у Србији у то време иза Пинка (22,5% тржишног учешћа и 3,7 милиона дневних гледалаца у просеку) и РТС 1 (22,4% тржишног учешћа и 3,9 милиона дневних гледалаца у просеку). БК је била далеко испред четвртог места које је држала Б92 (6,8%), док је на петом месту РТС 2 (6,3%).
Најгледанија емисија телевизије био је директан пренос сахране Слободана Милошевића 18. марта 2006. године када је БК пратило 2.688.622 гледалаца (25,2% српског телевизијског тржишта).

## Историја
БК телевизија је почела емитовање програма 5. децембра 1994. године. Током априла 2004. године, БК је покривала око 90% територије Србије и достигао је око 90% укупне популације. Емитовала је српске верзије квизова Желите ли да постанете милионер?, Најслабија карика, као и прве две сезоне локалне Идол серије - Идол.
Током 2000-их телевизија је почела са продуцирањем сопствених серијских комедија, драма и сапуница као што су Црни Груја и Јелена. Главни информативни програм телевизије, Телефакт, емитован је неколико пута дневно, док је краћи програм Наслови емитован сваких сат времена. Јутарња емисија БК названа је Будилник. Телевизија је купила права за емитовање Светског првенства у фудбалу 2006. који се одржао у Немачкој, али је морала да их врати јер је месец дана пре почетка такмичења опозвана дозвола телевизије. Права је потом откупила јавна телевизија РТС.
БК је била на прагу нових технологија. Била је прва телевизија у Србији која је почела са емитовањем на интернету тако што је неке информативне емисије поставила на располагање за преузимање и гледање на свом сајту. Касније је направљен БК плејер, медијски плејер направљен за емитовање БК програма уживо на интернету 24 сата дневно. Најновија верзија била је БК плејер 2.

### Одузимање дозволе и гашење
Дана 25. априла 2006. године, БК је привремено изгубила дозволу за емитовање телевизијског програма на 30 дана, због наводне политичке пристрасности. Сутрадан, нешто после поноћи, у просторије телевизије ушла је полиција и по налогу прекинула емитовање програма. Око 11 часова истог дана, већина кабловских оператера прекида дистрибуцију сигнала телевизије БК. Упркос забрани, наставља емитовање програма путем сателита и организује протесте у Кнез Михаиловој улици.
На конкурсу доделе националних фреквенција, Републичка радиодифузна агенција није доделила фреквенцију предузећу БК телеком. Рачуни овог предузећа су блокирани и БК се више не емитује земаљским путем.
Телевизија је након гашења земаљских предајника наставила да и даље емитује свој програм путем сателита, међутим тај програм није био истог квалитета као раније. Од 9. марта 2007. године БК престаје са емитовањем програма и тако остаје све до 5. децембра 2017. године.
Филм о гашењу телевизије је направљен под називом Drop out, што на енглеском има двоструко значење: „Оштећена слика“ или „Избачени из игре“. Тај телевизијски запис, настао према принципима истраживачког новинарства, док је БК гашена, приказан је на најстаријем европском фестивалу локалних, регионалних телевизија „Златни просјак“ у Словачкој 2006. године. Аутор филма, др. Игор Алексић, добија Специјалну награду за храброст, који је према оцени интернационалног жирија, „иступио храбро разобличавајући сулудост одлуке да се на новинаре шаљу кордони полиције, али је такође оставио простора и онима који су тврдили да је БК пре гашења била сувише инструментализована као сервис политичких амбиција својих власника“. Жири је сматрао да је аутор помало и себе довео у опасност, причајући избалансирано и отворено о опасној теми, те га је за храброст за то и наградио.

### Емитовање преко интернета и повратак
БК телевизија 5. децембра 2011. почиње да емитује програм преко интернета на свом Јутуб каналу под називом BKTVnews. Прва емисија која се емитовала је Телефакт и за пар сати емисија је одгледана неколико хиљада пута.
Богољуб Карић је 5. децембра 2016. најавио је да ће се БК вратити током пролећа 2017. године, као и да телевизија чека националну фреквенцију како би започели емитовање програма.
Током 2017. купљена је Нова.рс и тиме је БК поново почела са емитовањем са другим именом. БК телевизија је 13. јула 2017. званично добила дозволу Регулаторног тела за електронске медије за емитовање преко кабловских и сателитских оператера.
РЕМ је 8. августа 2018. прихватило пријаву БК за националног емитера уз остале кандидате, као што су Студио Б, КЦН Коперникус и РТЛ. Удружење новинара Србије 18. октобра објављује да је БК званично одустала од трке за добијање националне фреквенције отпуштањем последњих четири радника, што се противи правилима кандидата. 5. децембра Богољуб Карић је у интервјуу за Блиц поводом 24 године од покретања прве БК телевизије изјавио је да је она још у трци за националну фреквенцију, као и да чека резултате РЕМ-а.
После многобројних нагађања и тврдњи бивших радника да је БК телевизија избачена из трке за националну фреквенцију, Савет РЕМ-а на седници одржаној 24. маја 2019. године, ради разјашњења чињеница у предметној управној ствари, потврдио је да је БК званично у трци за националну фреквенцију поред Студија Б и Коперникуса.
Савет РЕМ-а на седници одржаној 28. новембра 2019. године одбио је доделити дозволу БК за фреквенцију уз образложење да не би задовољили шире потребе гледалаца тј. аудиторијума тако да БК наставља се и даље емитовати само путем кабловске дистрибуције. Дана 1. октобра 2020. године канал поново престаје са радом.
На конкурсу за расподелу националних фреквенција који је организован 2022. године, поново се пријавила и БК.

## Емисије сопствене продукције
Програм БК телевизије заснован је на информативном садржају и зато су на пет минута до пуног сата биле су емитоване емисије Наслови и Телефакт. Осим њих, популарне политичке емисије биле су Суочавање, Клопка и Није српски ћутати. Биле су још емисије: Пазл, Увећање, У тренду, Таблоид, Спорт 063, Ролетна, Портрет, Планетаријум, Пиши бриши, Мобиклик Флеш, Миксологија, Лопта, Маска, Кажи А, Као данас, Јапи, игре за децу Хуго и Тајни агент Изи, Разоткривање, Бау-бау, БК профил, Клот фркет, Ипак се окреће, Пре и после, Може бити само један, Од бисера грана, Гутенберг, Свет у боји, Такви какви смо, Топ спид, Аранжман, Арсенал, Вековник, Преко ивице, У поверењу, ТВ Бинго, Томболина, Фар, Укрштене речи, СМС авантура, Експиријум, Аксиом, Апостроф, Отисак, Метаморфоза, Тотал контакт, Црно на бело, дечији квиз Ко се игра тај се воли, Док анђели спавају, Трејлер, Шта чинити?, Женска посла, СМС лудорије, Пикадо, Телемост, Дипломатски клуб, Идол, Нетворк, Блокбастер, Гравитација, Хроника 92, Глисандо, Маневарска муниција, Град, Храна за главу, Геа, Контракт, Кишобран, Лево-десно, Без милости, Ћи нек' се зна, Моби ТВ, Иде, иде живот, Плејбој, Лотоманија, Врело лето, Свитац, Глобус аутобус, Фан Флеш, Ђура, Бројач, БК парламент, Бисери и Без речи.
Забавни програм је такође био важна компонента БК. Емитовани су разни квизови, од којих су неки популарни широм света (Желите ли да постанете милионер?, Најслабија карика, Фантазирање, Још није крај, Здраво Европо, Да Вас чујемо), поред којих значајно место заузима и ауторски квиз Златна жица. Још неке ауторске емисије биле су Еустахијева труба, Мала српска читанка (која је и прва емитована емисија), Економалије и друге. На овој телевизији емитовао се и јутарњи програм Будилник.

## Забавни програм
- Увећање
- У тренду
- Таблоид
- Спорт 063
- Ролетна
- Портрет
- Планетаријум
- Мобиклик Флеш
- Миксологија
- Србија коју волим
- Бели лук и папричица
- БК архив
- Ординација
- Као данас
- Разоткривање
- Бау - бау
- Клот фркет
- Ипак се окреће
- Коњи поново јуре
- Пре и после
- Може бити само један
- Од бисера грана
- Свет у боји
- Агродан
- Азбучник идентитета
- Аранжман
- Вековник
- ТВ Бинго
- Томболина
- Фар
- СМС авантура
- Аксиом
- Апостроф
- Отисак
- Метаморфоза
- Тотал контакт
- Док анђели спавају
- Трејлер
- Шта чинити?
- Женска посла
- СМС лудорије
- Пикадо
- Телемост
- Дипломатски клуб
- Идол
- Нетворк
- Блокбастер
- Гравитација
- Хроника Сајма
- Глисандо
- Маневарска муниција
- Град
- Храна за главу
- Геа
- Контракт
- Кишобран
- Лево - десно
- Без милости
- Ћи нек' се зна
- Моби ТВ
- Иде, иде живот
- Плејбој
- Лотоманија
- Врело лето
- Свитац
- Фан Флеш
- Бројач
- Бисери
- Без речи
- Телекастер
- Мала школа рокенрола
- Еустахијева труба
- Мала српска читанка
- Економалије
- Накит ТВ
- Желите ли да постанете милионер?
- Најслабија карика
- Фантазирање
- Још није крај
- Здраво Европо
- Златна жица
- Покретна Слика
- Венчање од А до Да
- Еколог и Ја
- Мобил ауто
- Време за мене
- Зелена Салата
- Знаменити срби
- Старт стоп
- Слике живота
- Привредник
- Срећна планета
- Тамо амо
- Тех лајфстајл
- На сунчаној страни
- Живот плус
- Пет Френдли
- Иванине приче
- Родитељарије
- Антологија градње и дизајна
- Ветеринари без граница
- Разговор са писцима
- Ана Дивац шоу
- Арсенал
- Свет на длану
- Звоно
- Цампари
- Под сјајем звездама
- Радост живота
- Наше имање
- Босанске пирамиде
- Вино и виноградарство
- Домаћински
- Америка против тероризма
- Америка у рату
- Кажи А
- Кафи
- Кина - Први корак
- Пазл
- БК театар
- Наслови крол
- Тањир
- Незванична верзија
- Гурманлуци
- Насмешите се
- Путологија
- Приче из дивљине
- Истраживања
- Ђура
- Свет мода
- Занимљивости из света
- Љубав и мода
- Највољеније жене
- Ермитаж
- Чуда природе
- Открића
- Видео мода
- Контекст
- Шоу Џерија Спрингера
- Мобил Е
- Гас ревија
- Галерија славних

## Информативни програм
- Будилник
- Телефакт
- Наслови
- Хроника 92
- Гравитација
- БК профил
- БК парламент
- Клопка
- Суочавање
- У поверењу
- Није српски ћутати
- Укрштене речи
- Гравитација
- Тед-а-тед
- Јапи
- Гутенберг
- Упакована носталгија
- Русија данас
- Отворени студио гласа Америка
- Такви какви смо
- Преко ивице
- Експиријум
- Црно на бело
- Босански лонац
- Контех
- Прес предрас
- Војна тајна
- Маска

## Спортски програм
- Лопта
- Жилет свет спорта
- Улови трофеј
- Спорт Позитив

## Серијски програм
- Јелена
- Црни Груја
- Забрањена љубав
- Пријатељи и супарници
- Снага љубави
- Страх од љубави
- Поаро
- Оз
- Кућа седам жена
- Алијас
- Шта ми спремаш?
- Гавран
- Звездана капија
- Ружна Бети
- Вело мисто
- Звезде љубави
- Црна хроника
- Дуго стање
- Западно крило
- Пороци Мајамија
- Црни анђео
- Твин Пикс
- Седмо Небо
- Тајни Задатак
- Фрејжер
- Свет у рату
- Али Мекбил
- Кафић Уздравље
- Сви воле Рејмонда
- Север и југ
- Лука чуда
- Завера
- Фактор ПСИ хронике паранормалног
- Династија
- Отворена врата
- Капри
- Делавентура
- Млади Херкул
- Херкул: Легендарна путовања
- Племе
- Инспектор Фрост
- Одисеј
- Контраш
- Кејп
- Градски живот
- Авантуре Ширли Холмс
- Хитна помоћ
- Камелеон
- Анђели чувари
- Трећи камен од Сунца
- 20.00 миља под морем
- Мрежа
- Радознали ум (документарна серија)
- Сва моја деца
- Праве жене
- Трговци
- Осумњичени
- С ветром у леђа
- Девојка
- Њујоршки плавци
- Рајске птице
- Игра без престанка
- Драги Џоне
- Принц са Бел Ера
- Ред и закон
- М.А.Н.Т.И.С
- Задржати љубав
- Шортланд Стрит
- Глос
- Свет у рату (документарна серија)
- Фрејжер
- Зона сумрака

## Дечји програм
- Хуго
- Тајни агент Изи
- Ко се игра тај се воли
- Глобус аутобус
- Медведићи доброг срца
- Ајванхо
- Алфред Џонатан Квак
- Бетмен: Анимирана серија
- Сандокан
- Мали летећи медведићи
- Дино Бебе
- Екшн мен
- Икс-мени
- Изногуд
- Конанове авантуре
- Месечева ратница
- Џепни Змајеви
- Мистерије Провиденса
- Млади мутанти нинџа корњаче
- Робинзон Сукро
- Том и Џери
- Породица Кременко
- Свемирски баскет
- Бродареви брегови
- Снежана и седам патуљака
- Урмел
- Тајгине авантуре
- Чаробњак из Оза
- Двориштванце
- Тејл спин
- Пиши бриши
- Жирко Храстић
- Кловн Чарли
- Софијине враголије
- Бабауланци
- Пчелица Мики
- Бобијев свет
- Динки, мали диносаурус
- Алвин и његови даброви
- Прича о два мачета
- Пиф и Херкул
- Балкански дечији мозаик
- Твитијеве авантуре у високом лету
- Авантуре Џонија Квеста
- Огњени змајеви
- Авантуре у Одисеји
- Пет шоп
- Пчелица Маја
- Денис напаст (1986)[5]
- Јоланда, ћерка црног гусара
- Нови свет Гнома
- 10 + 2
- Миш Ђиђо
- Тојотин свет природе[6]
- Плашите ли се мрака?

## Канали
- ТВ (БК 063) - канал са националном фреквенцијом
- БК Сат - доступан у САД путем Диш нетворка, Канади путем Интелсат Америкас 5 сателита, Аустралији путем ТВ плус и Европи путем Хот брд 3, Атлантик брд 2 и Еуроазијасат 1 сателита
- ДТВ (Дечија телевизија) - прва телевизија намењена деци у источној Европи која је почела са емитовањем под називом Експериментални
- БК ТВ њуз - емитује се преко интернета и Јутјуб канала под називом

## Водитељи
- Сандра Лалатовић (сада Черин)
- Иван Зељковић
- Драган Бујошевић
- Вања Булић
- Јована Хаџић
- Ирена Ђурић (сада Поповић Јарчов)
- Ана Милановић (сада Пиперски)
- Наташа Јеремић (сада Цветковић)
- Маја Јагодић
- Марина Рајевић Савић
- Ирена Караклајић (рођ. Бојковић)
- Адриана Чортан
- Јован Палавестра
- Бојан Божовић
- Слађана Летинчић (сада Летинчић Матевски)
- Ана Роланд Грубић
- Бојана Кесић
- Владан Костић
- Бобан Спасојевић
- Звездана Јовановић Поповић
- Смиљан Бањац
- Биљана Поповић Ивковић
- Гордана Јузбашић
- Јелена Николић
- Дејан Вученовић
- Маја Нинковић Ћорац
- Бојана Рољић
- Иван Ђерковић
- Слађана Адамовић
- Маја Јапунџа (сада Николић)
- Славко Белеслин
- Немања Врањковић
- Оливер Јакшић
- Зоран Трифуновић
- Владимир Мијаљевић
- Александар Стојановић
- Александар Филиповић
- Бојана Лекић
- Бојана Одавић (сада Лилић)
- Бранко Веселиновић
- Оливера Ковачевић
- Снежана Дакић
- Верица Брадић
- Маја Жежељ
- Данијела Јанков (сада Бузуровић)
- Зоран Баранац
- Дејан Пантелић
- Наташа Манојловић
- Наташа Миљковић
- Јована Јанковић (сада Јоксимовић)
- Ана Бацковић
- Наташа Мијушковић
- Миљан Милићевић
- Бојан Т. Драгићевић
- Миломир Марић
- Исидора Бјелица (1967—2020)
- Миодраг Попов
- Мики Пањковић
- Беба Драгић
- Сретен Радовић
- Бошко Љубинковић
- Бранка Невистић
- Слађана Славковић
- Гордана Стоилковић
- Зоран Павић
- Драгана Саватић
- Јасмина Панић
- Предраг Дамњановић
- Татјана Миражић
- Тања Чурчић
- Милош Миловановић
- Ивана Димитријевић (сада Стевановић)
- Тања Костић (сада Бајић)
- Ана Радовановић
- Зорана Спасојевић
- Нина Лазаревић
- Тања Јордовић
- Зоран Ћирић
- Игор Спасов (1960—2020)
- Срђан Ђурић (1968—2014)
- Маја Милошевић
- Ивана Константиновић
- Владимир Живковић
- Милица Бабић
- Милош Антонијевић
- Бранка Гласовић (сада Вулетић)
- Миљана Марковић
- Марија Савић (сада Савић Стаменић)
- Тања Веселиновић
- Жана Булајић
- Жаклина Таталовић
- Соња Дробац
- Драган Ћирић
- Светлана Арсић
- Марија Пребег Павић
- Милан Бошковић
- Предраг Ђорђевић
- Наташа Савић (сада Ранитовић)
- Снежана Павић
- Мина Костић
- Александра Лучић
- Јелена Илић
- Маријана Радаковић Ћирић
- Борислав Миљановић
- Јелена Трајковић
- Ања Ранковић (сада Ања Дмитровић)
- Веселин Томовић
- Дарко Јевтић
- Ивана Балтић (сада Балтић-Алексић)
- Исидора Јовановић
- Ивана Митровић
- Игор Божић
- Бојан Благојевић
- Наташа Лекић (сада Јеремић)
- Марија Вељковић
- Милорад Мики Дамјановић
- Милорад Мандић Манда (1961—2016)
- Урош Здјелар
- Ивана Зечевић
- Сандра Влатковић
- Александар Жикић
- Милан Недић
- Наташа Стојчевић (сада Павловић)
- Дана Карић
- Ивана Ђорђевић
- Ана Дивац
- Марија Јовичић
- Јасмина Митровић Марић
- Иван Јевтовић
- Александра Цуцић
- Горан Јевтић
- Милена Павловић
- Срђан Карановић
- Ненад Стојменовић
- Славиша Славко Веселиновић
- Милан Ст. Протић
- Предраг Ј. Марковић
- Андреј Кулунџић
- Аљоша Миленковић
- Милка Ђукић
- Ивона Миловановић
- Анђела Трифуновић
- Сања Кужет
- Гордана Суша (1946—2021)
- Анета Михајловић (сада Ивановић)
- Милан Миличић
- Слободан Орлић
- Небојша Радовић
- Зденка Беба Драгић
- Маја Дивац
- Владимир Милић
- Снежана Стојадиновић
- Иван Голушин
- Ненад Миленковић
- Татјана Ферендино
- Бојана Николић (сада Јанковић) (1978—2024)
- Небојша Радовић

## Генерални директори и главни и одговорни уредници
- Јован Ристић 1994—1995.
- Александар Тијанић 1995—1996.
- Дејан Милековић 1996—1999.
- гр. Тихомир Симић 1999—2001.
- Славиша Славко Веселиновић 1999—2000.
- Милан Недић 2000.
- Ивица Милосављевић 2000—2001.
- Срђан Ђурић фебруар-октобар 2001.
- Миломир Марић 2001—2004; 2006—2007.
- Александар Зеремски 2001—2006.
- Бојана Лекић 2004—2006.
- Миодраг Попов 2017—2018.
- Небојша Мирковић 2018—2020.
- Љубица Вукотић 2018—2020.